# Sassi (Schiff)
Sassi war eine 146 Meter langen Großyacht. Das Schiff wurde auf dem Schwimmdock von Lürssen in Vegesack gebaut. Die Fertigstellung war für Herbst 2018 geplant. Am 13. September 2018 gegen 2 Uhr brach in dem 220 Meter langen überdachten Schwimmdock ein Feuer aus. 900 Feuerwehrleute kämpften mehr als zwei Tage beim größten Brand Bremens nach dem Zweiten Weltkrieg. Der Gesamtschaden wird mit mehr als einer halben Milliarde Euro angenommen. Im Dezember 2018 traf das beschädigte Schwimmdock mit der Sassi in Hamburg bei Blohm + Voss ein. Dort wurde die Yacht im Trockendock Elbe 17 aus dem Dock entfernt. Anschließend lag die schwimmfähige Sassi bei Blohm + Voss in Hamburg. Später wurde die Sassi erneut ins Trockendock Elbe 17 eingedockt, wo sie bis Juli 2019 verschrottet wurde. Der Motorenraum konnte dabei für das Nachfolgeprojekt Opera wiederverwendet werden.